# New-York-City-Marathon 2015
Der New-York-City-Marathon 2015 (offiziell: TCS New York City Marathon 2015) war die 45. Ausgabe der jährlich stattfindenden Laufveranstaltung in New York City, Vereinigte Staaten. Der Marathon fand am 1. November 2015 um 9:20 Uhr Ortszeit (15:20 Uhr MEZ) für die Frauenelite und um 9:50 Uhr Ortszeit (15:50 Uhr MEZ) für die übrigen Teilnehmer statt. Er war der sechste Lauf der World Marathon Majors 2015/16 und hatte das Etikett Gold der IAAF Road Race Label Events 2015.
Bei den Männern gewann Stanley Kipleting Biwott in 2:10:34 h, bei den Frauen Mary Jepkosgei Keitany in 2:24:25 h. 

## Rekorde
Vor dem Lauf galten folgende Rekorde:
| Männer         |                        |           |                                          |
| Weltrekord     | Dennis Kipruto Kimetto | 2:02:57 h | 28. September 2014, Berlin-Marathon      |
| Streckenrekord | Geoffrey Kiprono Mutai | 2:05:06 h | 7. November 2011, New-York-City-Marathon |
| Frauen         |                        |           |                                          |
| Weltrekord     | Paula Radcliffe        | 2:15:25 h | 13. April 2003, London-Marathon          |
| Streckenrekord | Margaret Okayo         | 2:22:31 h | 2. November 2003, New-York-City-Marathon |

## Ergebnisse

### Männer

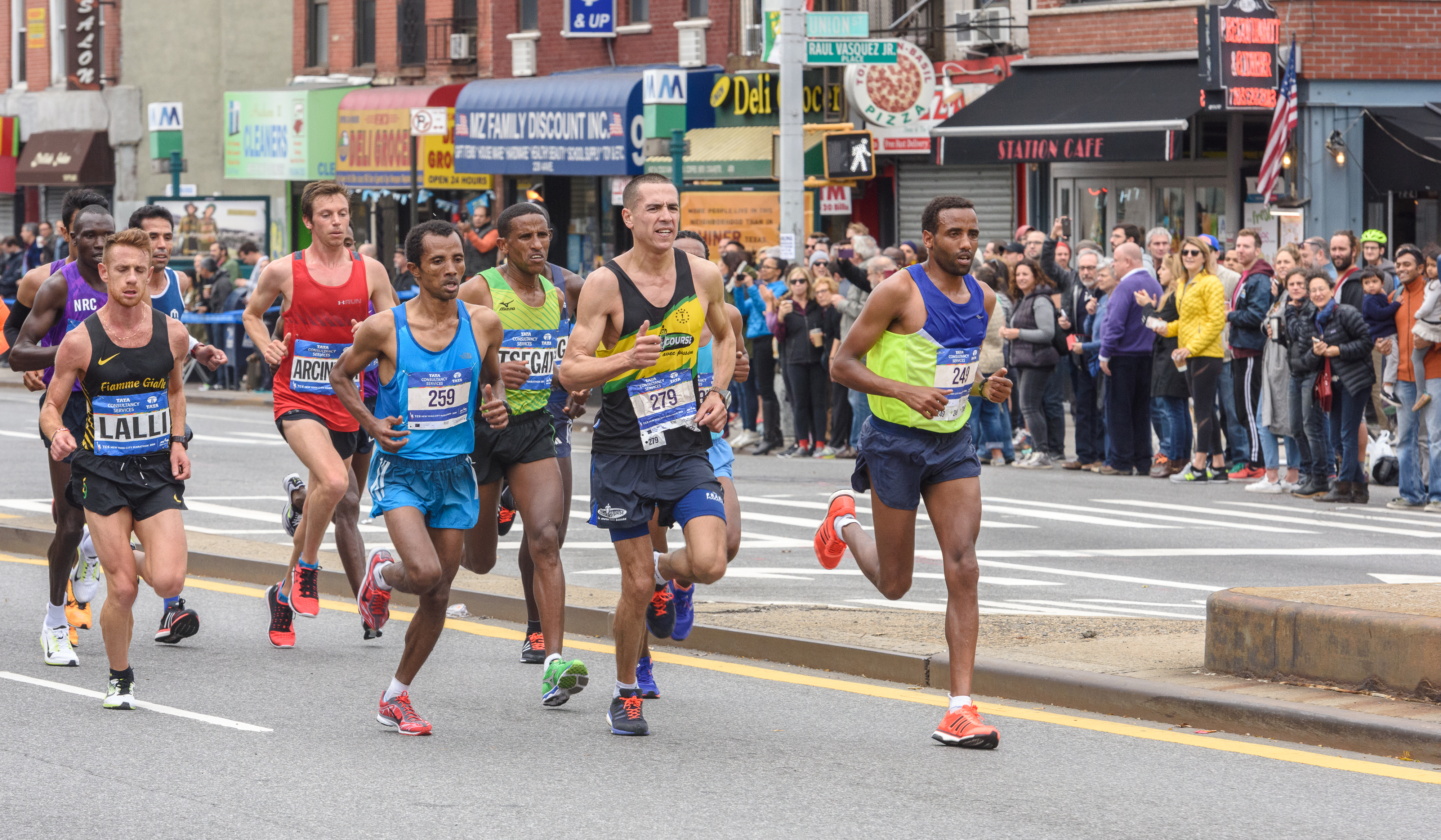
Die Führungsgruppe bei den Männern in der Fourth Avenue in Brooklyn.

| Platz | Athlet                    | Land               | Zeit (h) |
| ----- | ------------------------- | ------------------ | -------- |
| 01    | Stanley Kipleting Biwott  | Kenia              | 2:10:34  |
| 02    | Geoffrey Kipsang Kamworor | Kenia              | 2:10:48  |
| 03    | Lelisa Desisa             | Äthiopien          | 2:12:10  |
| 04    | Wilson Kipsang            | Kenia              | 2:12:45  |
| 05    | Yemane Tsegay             | Äthiopien          | 2:13:24  |
| 06    | Yūki Kawauchi             | Japan              | 2:13:29  |
| 07    | Meb Keflezighi            | Vereinigte Staaten | 2:13:32  |
| 08    | Craig Leon                | Vereinigte Staaten | 2:15:16  |
| 09    | Birhanu Dare Kemal        | Äthiopien          | 2:15:40  |
| 10    | Kevin Chelimo             | Kenia              | 2:15:49  |

### Frauen

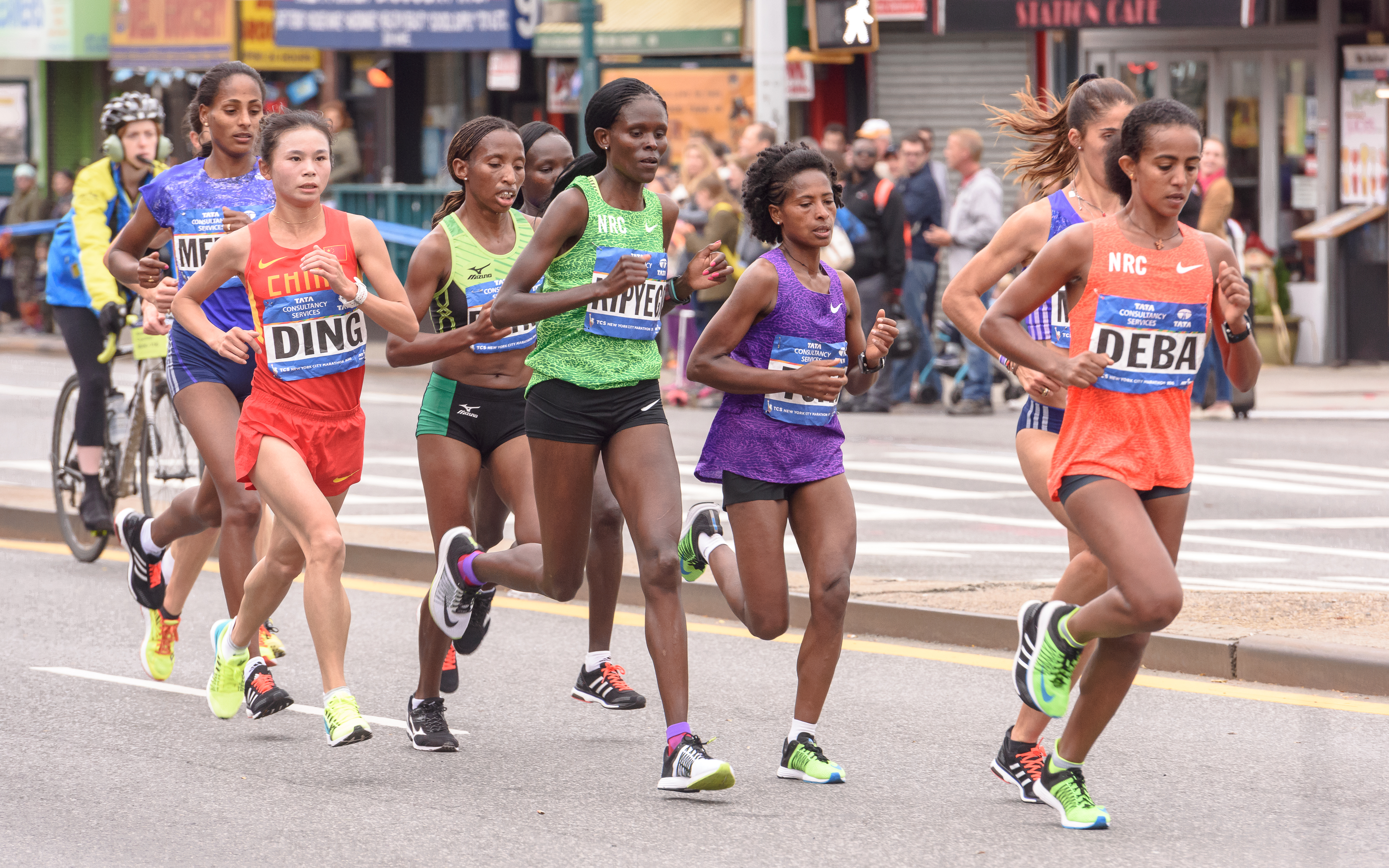
Die Führungsgruppe bei den Frauen in der Fourth Avenue in Brooklyn.

| Platz | Athletin               | Land               | Zeit (h) |
| ----- | ---------------------- | ------------------ | -------- |
| 01    | Mary Jepkosgei Keitany | Kenia              | 2:24:25  |
| 02    | Aselefech Mergia       | Äthiopien          | 2:25:32  |
| 03    | Tigist Tufa            | Äthiopien          | 2:25:50  |
| 04    | Sara Moreira           | Portugal           | 2:25:53  |
| 05    | Christelle Daunay      | Frankreich         | 2:26:57  |
| 06    | Priscah Jeptoo         | Kenia              | 2:27:03  |
| 07    | Laura Thweatt          | Vereinigte Staaten | 2:28:23  |
| 08    | Jeļena Prokopčuka      | Lettland           | 2:28:46  |
| 09    | Anna Incerti           | Italien            | 2:33:13  |
| 10    | Caroline Rotich        | Kenia              | 2:33:19  |